# 埃塞俄比亞禮天主教阿迪格拉特教區
衣索比亞禮天主教阿迪格拉特主教區（拉丁語：Eparchia Adigratensis）是位於埃塞俄比亞一個衣索比亞禮天主教會之教區，為阿的斯阿貝巴都主教區的教省附屬教區。
教區範圍包括埃塞俄比亞北部的提格里州和阿法爾州北部，主教座堂位於阿迪格拉特。2010年有教友22,687人、三十六個堂區、九十三名司鐸。現任主教為特瑟法耶·梅德希納。
1937年3月25日設提格里監牧區，1961年2月20日升為教區。